# Аугусто Пиноче
Аугусто Хосе Рамон Пиноче Угарте (шп. Augusto José Ramón Pinochet Ugarte; Валпараисо, 25. новембар 1915 — Сантијаго де Чиле, 10. децембар 2006) био је капетан генерал и председник Чилеа. Предводио је војну хунту која је извршила државни удар 1973, збацила социјалистичког председника Салвадора Аљендеа и увела војну диктатуру. За председника се именовао сам 1974. и остао је на власти до 1990.
Под изговором да је Чиле био под великим утицајем комуниста, Пиноче је, уз подршку САД и других јужноамеричких војних влада, спровео низ безбедносних операција у којима је убијено око 3.000 осумњичених противника и левичара а око 30.000 је мучено. Касније је увео економске реформе за које његове присталице верују да су помогле развоју чилеанске економије, док га његови противници оптужују за пораст незапослености, сиромаштва и пад плата, са мало утицаја на дугорочне економске перформансе.
Против Пиночеа је у време његове смрти 2006. било подигнуто око 300 оптужби ради кршење људских права и проневере током владавине.

## Биографија
Пиноче је рођен 25. новембра 1915. у луци Валпараисо у Чилеу, у богатој породици, која је припадала средњој класи. Године 1936. дипломирао је на војној академији у чину потпоручника. Његов успон у војсци био је брз: 1939. постаје други, а 1941. први официр. Службовао је у родном Валпараису и Икикеу у Чилеу, као и у Арики и Китоу у Еквадору.

## Почетак
У раним годинама Пиноче није био заинтересован за политику, иако је као високи официр педесетих година био умешан у репресије против Социјалистичке партије Чилеа на чијем челу је био Салвадор Аљенде, први демократски изабран председник који је био марксиста (1970). Године 1973, у нади да ће се одупрети највећој економској катастрофи у историји Чилеа, Аљенде и његова влада покушали су да се извуку из стагнације, али је резултат била хиперинфлација, потпуна економска парализа, што је изазвало велико незадовољство народа. У таквим условима председник Аљенде, верујући да је лојалан официр, прогласио је Пиночеа командантом армије. Међутим, Пиноче је за мање од месец дана, (11. септембра), извео државни удар, уз војну помоћ која му је дошла из САД (10,9 милиона долара).

## Војна хунта
Истога дана, приликом одбране председничке палате, Салвадор Аљенде извршава самоубиство, а 72 његова најближа сарадника су заробљени и стрељани. Затим је формирана војна хунта, односно влада састављена од одабраних људи који су командовали вођењем државног удара, са Аугустом Пиночеом на челу. Хунта је прогласила ванредно стање и распустила парламент до даљег. Пиноче је, да би уништио марксистичку прошлост Чилеа, одмах основао нову тајну полицију под именом Управа националне обавештајне службе или ДИНА, која се убрзо инфилтрирала у све поре чилеанског друштва са задатком да похвата све Аљендеове присталице и противнике режима. ДИНА је такође формирала тајне логоре у којима је зверски мучила и убијала затворенике. У првим месецима Пиночеове власти затвори и логори су толико били пуни да су се у ту сврху користили и спортски стадиони, бродови и војни комплекси. Сматра се да је по њиховим налозима ухапшено 130.000 Чилеанаца и страних држављана, од којих су многи мучени и убијени.
На економском плану, Пиноче је предводио убрзану транзицију ка економији слободног тржишта чиме је успорио инфлацију, али је зато оптеретио сиромашније слојеве становништва, вратио је национализовану имовину, подстицао је страна улагања, али није бринуо за еколошке прописе, тако да је Чиле ускоро постао једна од најзагађенијих земаља света. Лоша економска политика довела је до тога да су пред крај његове владавине радници зарађивали мање него 1973, док су приходи послодаваца били огромни.
Године 1976. на власт у САД дошао је Џими Картер који је оптуживао Пиночеа за злодела у Чилеу, као и за убиство Орланда Летелијера који је био чилеански амбасадор у САД, министар одбране у влади Салвадора Аљендеа, а касније борац за рестаурацију демократије у Чилеу, што је довело до захлађења односа између САД и Чилеа. Током 1977. године Комисија за људска права УН први пут је осудила Пиночеов режим за кршење људских права. Пиноче се није обазирао већ је донео закон о амнестији чиме је заштитио све официре који су кршили људска права. Такође је наредио да се прикрију докази о кршењу људских права у Чилеу. Више стотина лешева било је ексхумирано и бачено у Тихи океан. Пиноче је 1978. године расписао референдум на коме је тражио од народа да подржи његов режим, тврдећи касније да је 78% гласача гласало у његову корист. Године 1980. Пиноче доноси нови Устав који му је омогућио да остане председник до 1989. Нови устав је и даље ограничавао слободу говора и омогућавао хапшење и прогоне грађана без права на жалбу. Иако је нови устав за циљ имао да застраши народ, тих година ствари су почеле да се мењају. Током 1982. привреда је кренула низбрдо, доводећи на ивицу беде више милиона људи, што је довело до грађанских немира и јачања опозиционих група. Године 1985. ове групе су закључиле да је најбоље да се уједине против режима и основале су Национални споразум за прелазак на пуну демократију и захтевале су од Пиночеа да их саслуша. Њихови захтеви су одмах одбијени што је још више разјарило опозицију и грађане. Дана 7. септембра 1986. Патриотски фронт Мануела Родригеза покушао је да изврши атентат на Пиночеа који је он чудом преживео. Неуспели покушај атентата је довео до нових хапшења и још већег притиска на опозиционе левичарске групе. Годину дана после атентата расписан је плебисцит о томе да ли Пиноче треба да остане на власти, који је одржан 5. октобра 1988. На плебисциту 55% гласача изгласало је неповерење Пиночеу, определивши се радије за умереног Патрисија Алвина, који је припадао Демохришћанској странци. Већ 6. октобра Пиноче је признао пораз, али се није одрекао функције команданта армије. Године 1990. одржани су слободни избори на којима је победу однео Патрисио Алвин.

## Период после владавине
По окончању Пиночеове диктатуре нова влада је формирала Националну комисију за истину и помирење, чији је главни посао био да утврди кршење људских права за време Пиночеовог режима. Тајна полиција је одмах распуштена, али нико ко је трпео владавину терора није могао да опрости или заборави претрпљено, па је 1992. основана Национална корпорација за помирење и накнаду ради преузимања посла од Комисије. До 1996. Корпорација је утврдила кривицу Пиночеовог режима за смрт 3.197 лица и утврдила имена 600 припадника оружаних снага који су учествовали у кршењу права. Међутим, Пиноче је проглашен доживотним сенатором, чиме је стекао имунитет упркос захтеву Шпаније из 1996. да му се суди за међународни тероризам и геноцид.
Путујући са дипломатским пасошем, Пиноче је у септембру 1998. стигао у Уједињено Краљевство на операцију леђа. Ту је на захтев Шпаније ухапшен и задржан, али је услед дипломатског хаоса пуштен после 16 месеци. Дана 2. марта 2000. Генерал Пиноче је стигао у Сантијаго, где му је после четири месеца укинут дипломатски имунитет. Пиноче је оптужен за осамнаест киднаповања, педесет седам смакнућа, за мучење, илегалну сахрану и злочиначко удруживање. Врховни суд Чилеа је у јулу 2002. потврдио да бивши диктатор неће изаћи пред суд због лошег здравља, а три дана касније Пиноче се одрекао титуле доживотног сенатора.

## Смрт
Дана 3. децембра 2006, осам дана после деведесет првог рођендана, Пиноче је доживео срчани удар од чијих последица је преминуо 10. децембра у војној болници у Сантијагу.